# Boven Suriname
Boven Suriname (le « Haut-Suriname ») est un ressort du Suriname situé dans le district de Sipaliwini. Sa population lors du recensement de 2012 est de 17 954 habitants. La grande majorité de la population qui y vit constitue des Marrons. 
Le ressort abrite de nombreux petits villages tribaux. Le village principal est Pokigron, qui est situé à la fin d'une route asphaltée passant par Brownsweg et Afobaka. Les villages au sud de Pokigron ne sont accessibles que par bateau. Les habitants situés sur la rive droite du fleuve Suriname supérieur sont généralement des adhérents à la religion Winti (afro-surinamaise), alors que ceux situés sur la rive gauche sont principalement chrétiens. 
Même si Boven Suriname est depuis longtemps colonisé par les Marrons, la source du fleuve Suriname n'a été attestée qu'en 1908 à la suite d'une expédition dirigée par l'explorateur Johan Eilerts de Haan. 